# Georg Detharding (Geistlicher)
Georg Detharding der Jüngere, auch III. (* 7. Juni 1759 in Rostock; † 1. Juli 1825 ebenda) war ein deutscher evangelisch-lutherischer Geistlicher.

## Leben
Georg Detharding stammte aus der mecklenburgischen Gelehrtenfamilie Detharding und war der Sohn des gleichnamigen Rostocker Theologen Georg Detharding (der Ältere). Er besuchte die Große Stadtschule Rostock und 1773 das Herzogliche Pädagogium zu Bützow. Im Dezember 1774 wurde er an der Universität Bützow immatrikuliert und studierte Evangelische Theologie. 1776 war er in Rostock immatrikuliert. 1780 trat er als Respondent an der Universität Göttingen in Erscheinung, und im Wintersemester 1782/83 wurde er in Bützow zum Magister promoviert.
1798 wurde er Diaconus an St. Jakobi in Rostock und später ihr Hauptpastor. Von 1818 bis zu seinem Tod 1825 war er als Director ministerii, also Direktor des Geistlichen Ministeriums, der Leitende Geistliche der Stadt. 1819 verlieh ihm die Theologische Fakultät der Universität Rostock die Würde eines Ehrendoktors.
Er war seit dem 19. Dezember 1800 verheiratet mit Magdalena Elisabeth Esther Friedlieb, der einzigen Tochter des Rostocker Konsistorialrats Dr. Michael Gustav Friedlieb, die schon am 12. Oktober 1813 im Alter von 38 Jahren starb. In zweiter Ehe war er ab dem 7. Dezember 1814 verheiratet mit Katharine Margarete Emerentia Pries (1767–1846), der Tochter eines Acciseeinnehmers. Ein Sohn Georg (1802–1827) war Kandidat der Theologie und Leiter einer Privatschule in Sülze. Ein weiterer Sohn Georg August (1806–1852) war Dr. phil., wanderte 1834 in die USA aus und war dort Farmer und Prediger. Die Tochter Wilhelmine Louise (1803–1861) war mit dem Rostocker Advokaten Joachim Christian Friedrich Baeder (1806–1868) verheiratet, der 1866/1868 die Familiengeschichte der Dethardings in zwei Bänden herausgab.

## Schriften
- Erklärung der Worte Joh. 8,56; in einem Sendschreiben an seinen Großvater, Hofr. Detharding. Bützow 1780
- Commentatio theologica de accomodatione verbi divini ministri ad captum vulgi. Göttingen 1780
- Ist in der Bidel oder in der gesunden Vernunft ein Grund vorhanden, der uns verpflichtet, die deutsche Bibel des sel. D. Luthers als ein untrügliches Wort Gottes anzunehmen? Der theologischen Facultät zu Rostock zur öffentl. Beantwortung vorgelegt von einem Rostockischen Bürger. Greifswald 1802
- Was ist die neue Armenordnung? Eine Predigt. Rostock 1803

Eine ihm häufig zugeschriebene Fibel von 1792 stammt von seinem Vater, ebenso das Religions-Buch, der nachdenklichen Jugend in den Schulen, und den Erwachsenen zur Erbauung bestimmt. Rostock: Müller 1802.